# 101e brigade de protection de l'état-major général
Pour les articles homonymes, voir 101e brigade.
La 101e brigade de protection de l'état-major général, de son nom complet la 101e brigade distincte de protection de l'état-major général nommé d'après le colonel-général Henadi Vorobiov (en ukrainien : 101-ша окрема бригада охорони Генерального Штабу імені генерал-полковника Геннадія Воробйова, abrégé en 101 ОБрО ГШ) est une grande unité des Forces armées de l'Ukraine.
Cette brigade a la particularité de relever directement du commandant en chef (elle ne fait pas partie de l'Armée de terre ukrainienne) : elle a la charge de la sécurité du bâtiment du ministère de la Défense à Kiev et notamment de l'état-major général.

## Historique
La « brigade de sécurité » (Окрема бригада охорони) fut créée le 10 mars 1992 à partir du 368e bataillon de sécurité du district militaire de Kiev (chargé de la protection du QG du district) des Forces armées soviétiques. À sa création, la brigade comprend deux bataillons de sécurité, une garde d'honneur du ministère de la Défense, une fanfare, une unité de transport automobile et des unités de soutien. En juin 1994, elle a été rebaptisée 101e brigade distincte de garde et de service du ministère de la Défense de l'Ukraine ; un troisième bataillon est rajouté en août 1994. L'unité prend le nom de « 101e brigade de protection de l'état-major général » en septembre 2013.
Des détachements de la brigade sont envoyés dans le Donbass à partir du 3 août 2014. Pendant plusieurs mois, ils participent à l'escorte de convois. En février 2015, ils sont engagés lors de la bataille de Debaltseve.
Le 23 août 2021, le président a donné à la brigade le nom du colonel-général Gennady Vorobyov, mort en 2017.
L'unité est engagée lors de l'invasion de l'Ukraine par la Russie et participe dès le premier jour à la bataille de Kiev. Des détachements sont ensuite envoyés sur le front.

## Composition
- État-major de la brigade, avec la compagnie de protection de son QG ;
- 1er bataillon de garde ;
- 2e bataillon de garde ;
- 3e bataillon de garde ;
- compagnie de transmissions ;
- compagnie de réparation ;
- compagnie médicale (soins et évacuation) ;
- compagnie de support matériel et technique ;
- peloton du génie ;
- peloton de défense NBC ;
- peloton antiaérien (ZU-23-2) ;
- fanfare[4].